# تان‌هاوزن (بایرن)
شهر تان‌هاوزن (به آلمانی: Thannhausen) در ایالت بایرن در کشور آلمان واقع شده‌است.